# Символ греческой драхмы
Символ или знак драхмы (₯) — типографский символ, который входит в группу «Символы валют» (англ. Currency Symbols) стандарта Юникод: оригинальное название — Drachma sign (англ.); код — U+20AF. Используется для представления исторической валюты Греции — драхмы.
Характерные символы, выполняющие эти функции: ₯ • Dr • Δρχ. Кроме того, для краткого представления драхмы используются коды стандарта ISO 4217: GRD и 300.

## Начертание
Символ драхмы представляет собой лигатуру двух рукописных греческих букв — заглавной «Δ (дельта)» и строчной «ρ (ро)». Может иметь разные начертания, которые зависят от шрифта, использованного для вывода символа.

## Использование в качестве сокращения названий денежных единиц
Символ «₯» используется для представления исторической валюты Греции — драхмы (греч. Δραχμή).